# حمض الغوندويك
حمض الغوندويك هو حمض دهني غير مشبع له الصيغة الكيميائية C20H38O2 مع وجود رابطة مزدوجة واحدة في البنية تقع على الكربون رقم 9 من الطرف الميثيلي للسلسلة، ولذلك فهو يصنف من أحماض أوميغا 9.

## الوفرة الطبيعية

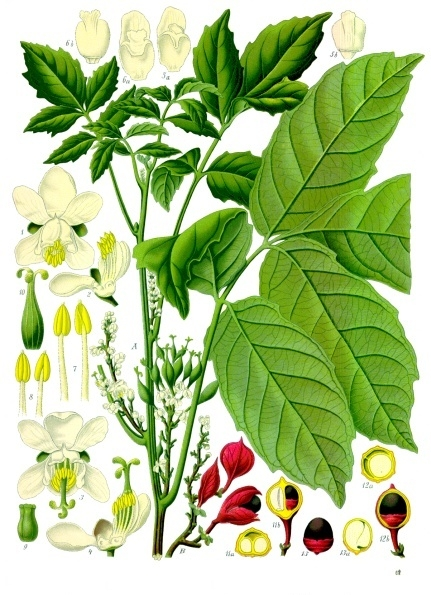
غوارانا

يوجد حمض الغوندويك طبيعياً في زيوت عدد من النباتات مثل زيت هوهوبا. كما يوجد على شكل غليسيريد في دهن نباتات فصيلة الصابونية مثل الغوارانا بنسبة تتراوح بين 35-40%.

## الخواص
يوجد المركب في الحالة القياسية على شكل سائل. وهو ينتمي من جيث البنية إلى مجموعة أحماض الإيكوسينويك، وهي التي تجوي على 20 ذرة كربون في البنية ورابطة مضاعفة واحدة، وهي تشمل بالإضافة إلى حمض الغوندويك (حمض أوميغا-9) كل من حمض الغادولييك (حمض أوميغا-11) وحمض البولينيك (حمض أوميغا-7).

## اقرأ أيضاً
- حمض دهني